# Jakub Węgrzynkiewicz
Jakub Węgrzynkiewicz (ur. 21 lipca 1928 w Szczyrku, zm. 20 czerwca 2006 tamże) – polski skoczek narciarski, trener, olimpijczyk z Oslo. Dwukrotny medalista MP – srebrny z 1952 i brązowy z 1954.

## Przebieg kariery
Reprezentował Polskę na igrzyskach olimpijskich w 1952 roku w Oslo, gdzie zajął 33. miejsce. Skoczył wówczas 60,5 m i 58,5 m, co dało mu 185 pkt.
Wystartował także w 5. Turnieju Czterech Skoczni. W Oberstdorfie był 34., w Innsbrucku 44., a w Garmisch-Partenkirchen 49. Dwukrotnie startował w Akademickich Mistrzostwach Świata.
Po zakończeniu kariery został trenerem. Prowadził m.in. Piotra Fijasa, Stefana Hulę seniora i Janusza Walusia. Zmarł 20 czerwca 2006 w wieku 78 lat.

## Osiągnięcia

### Igrzyska olimpijskie
| 1952 Oslo | – | 33. miejsce |

#### Starty J. Węgrzynkiewicza naigrzyskach olimpijskich– szczegółowo
| Miejsce | Dzień     | Rok  | Miejscowość | Skocznia     | Konkurs  | Skok 1 | Skok 2 | Nota      | Strata   | Zwycięzca        |
| ------- | --------- | ---- | ----------- | ------------ | -------- | ------ | ------ | --------- | -------- | ---------------- |
| 33.     | 24 lutego | 1952 | Oslo        | Holmenkollen | indywid. | 60,5 m | 58,5 m | 185,0 pkt | 41,0 pkt | Arnfinn Bergmann |

### Turniej Czterech Skoczni
| 4. Turniej Czterech Skoczni |                        |                        |               |       |
| Oberstdorf                  | Garmisch-Partenkirchen | Innsbruck              | Bischofshofen | klas. |
| –                           | –                      | 36                     | –             | ?     |
| 5. Turniej Czterech Skoczni |                        |                        |               |       |
| Oberstdorf                  | Innsbruck              | Garmisch-Partenkirchen | Bischofshofen | klas. |
| 34                          | 44                     | 49                     | 36            | ?     |

### Sukcesy krajowe
- wicemistrz Polski w skokach: 1952[2]
- brązowy medalista MP w skokach: 1954[2]